# Егон Рансхофен-Вертхаймер (награда)
Наградата „Егон Рансхофен-Вертхаймер“ е учредена в началото на 2007 година от Сдружението по съвременна история в Браунау на Ин.
С наградата, наименувана на родения през 1894 г. журналист, политик, политолог и дипломат Егон Рансхофен-Вертхаймер, се награждават австрийци в чужбина за значителен принос за Австрия.
Първата награда е връчена на 29 септември 2007 по време на 16-ото издание на Дните на историята. Лауреатите оттогава са:
- 2007 г.: Тици фон Трап (Tizzy von Trapp)
- 2008 г.: Ернст Флориан Винтер (Ernst Florian Winter)
- 2010 г.: Дитмар Шьонхер (Dietmar Schönherr)
- 2013 г.: Гюнтер Грайндл (Günther Greindl)
- 2015 г.: Манфред Новак (Manfred Nowak)